# Samuel Mbugua
Samuel Mbugua (ur. 1 stycznia 1946 w Nairobi) – kenijski bokser, kategorii lekkiej. W 1972 roku letnich igrzysk olimpijskich w Monachium zdobył brązowy medal. W półfinałach tego turnieju olimpijskiego został pokonany przez Polaka – Jana Szczepańskiego (walkower).